# Delilah (bài hát)
Xin xem các mục từ khác có cùng tên ở Delilah (định hướng).
Delilah là một bài hát của ban nhạc rock Queen trong album Innuendo làm năm 1991. Mặc dù quyền tác giả là Queen nhưng bài hát thực sự là do Freddie Mercury sáng tác. Mercury là một người rất yêu mèo và một trong những con mèo của anh tên là Delilah, một con mèo tam thể cái. Đây là bài hát thứ 9 trong album, nằm giữa hai bài "These Are the Days of Our Lives" và "The Hitman".
Âm thanh "meo" trong bài hát được tay chơi ghi ta Brian May tạo ra bằng cách sử dụng một hộp âm thanh.